# Nothokemas
Nothokemas — вимерлий рід родини Camelidae. Рід містить такі види: Nothokemas floridanus, Nothokemas hidalgensis, Nothokemas waldropi. Скам'янілості виявлено в США (Флорида, Техас) — всього 12 колекцій.